# Anna Charlotta Gunnarson
- Ej att förväxla med skådespelaren Anna Gunnarson

Anna Charlotta Gunnarson, född 4 februari 1969 i Lidköping, är en svensk frilansjournalist, författare, musiker och dramatiker. Hon har sedan 1990-talet verkat på ett antal olika radio- och TV-kanaler, som såväl reporter, programledare, panelmedlem som producent. Hennes samhällsprogram Pop och politik har vunnit flera radiopriser. 
Som författare har Gunnarson bland annat skrivit ett antal ungdomsböcker.
Gunnarson tog från 20 augusti 2022 över som programledare för Melodikrysset, tillsammans med Annika Jankell.

## Biografi
Anna Charlotta Gunnarson föddes i Lidköping men är delvis uppvuxen i Lysekil.

### Radio och TV
Gunnarson började som reporter på Radio Göteborg i början av 1990-talet och gick sedan vidare till Sveriges Radio P3. Hon har därefter arbetat på bland annat ZTV, TV4, UR och SVT. Som frilansjournalist tog hon i början av sin karriär en mängd olika uppdrag för olika medier.
Åren 2009–2016 sändes hennes UR-serie Pop och politik i P4 på somrarna. Tanken med programmet var att länka samman musikens historia med den allmänna samhällsutvecklingen. År 2011 vann programmet Stora Radiopriset i kategorin Årets Musikprogram och 2013 Ikarospriset för bästa musikprogram inom Public Service. 
Gunnarson har också suttit i juryerna för Melodifestivalen och Eurovision Song Contest.  

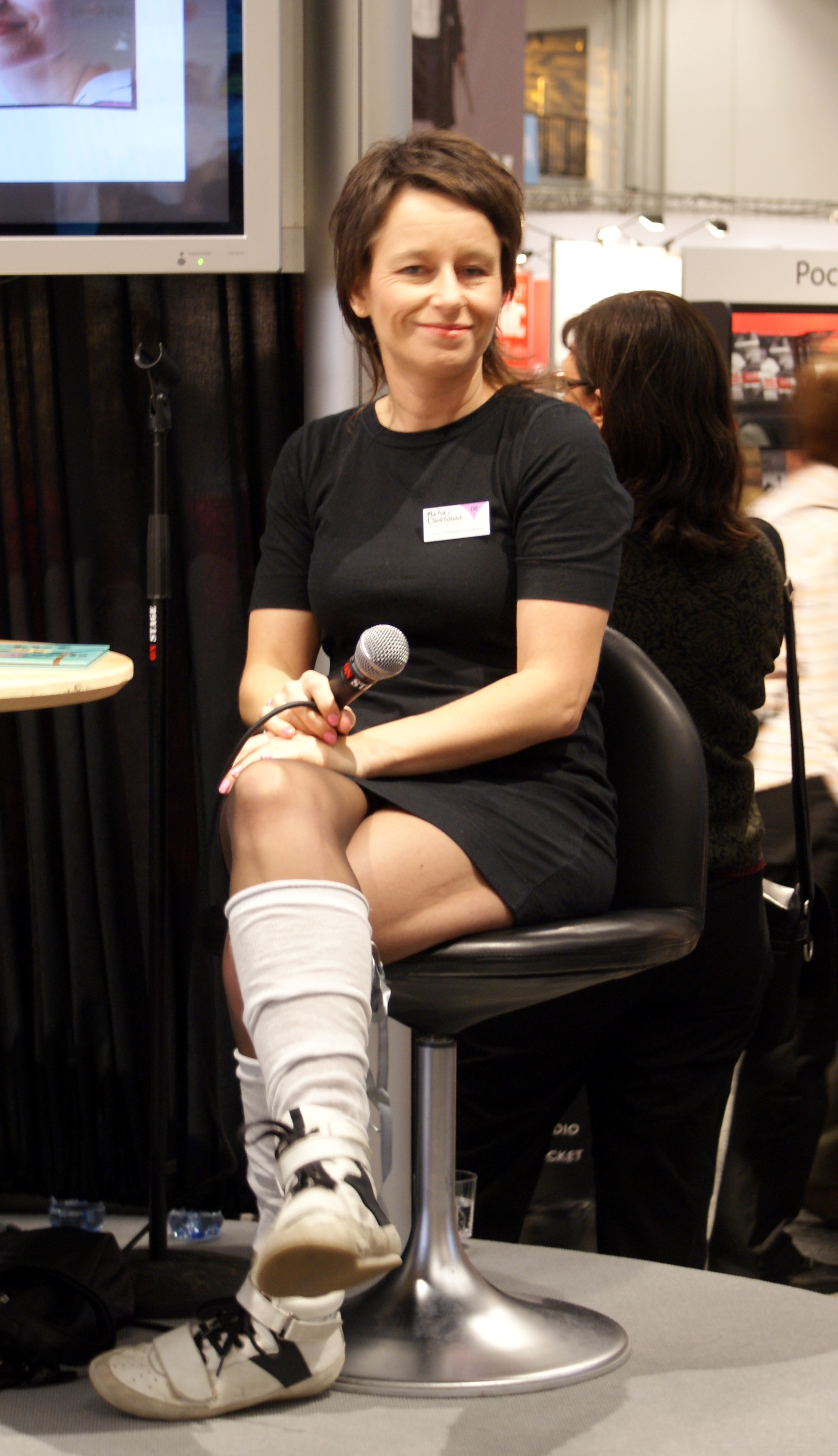
Anna Charlotta Gunnarson på Bokmässan i Göteborg 2008.

Vintern 2010–2011 och 2011–2012 tävlade Gunnarson i På spåret med Ylva Hällen. Laget tog sig till semifinal båda säsongerna. 2013–2014 tävlade laget igen, som framröstade publikfavoriter, och tog sig även denna gång till semifinal. Hon medverkade återkommande i nöjespanelen i SVT:s Gomorron Sverige. 2016 medverkade hon som expert i Melodifestivalens Andra chansen. Gunnarson har även en liten talroll mot Daniel Craig i filmen The Girl with the Dragon Tattoo, regisserad av David Fincher.  
Sedan 2022 är hon, tillsammans med Annika Jankell, programledare för långköraren Melodikrysset i Sveriges Radio P4.

### Författarskap
Anna Charlotta Gunnarson ligger bakom ett tiotal barn- och ungdomsböcker. Flera av dem, inklusive Samma gamla visa (2005), Guld som glimmar (2006) och 2007 års Mysteriet Grünenvelder, är humoristiska ungdomsdeckare med inslag av fantasy. Gabriela Stjärna och fienden från 2008 kretsar delvis kring homosexualitet, medan uppföljaren Gabriela Stjärna och tjuven (2009) tar upp temat klasskillnader. 2012 års tonårsroman Utan titel har en far och dotter i centrum av handlingen, och berättelsen berör ämnen som sorg och separation.
2007 publicerades Gunnarsons Tut tut, en samling ramsor med illustrationer av Erica Jacobson.
Tillsammans med Mats Kjelbye skrev hon Sveriges Radios julkalender 2003 – Samma gamla visa – som två år senare även kom i bokform. Hon har också skrivit manus till Bolibompa-programmen Cirkuskiosken och Kimklubben samt musik till Bolibompa-serierna Minimello, Tunggung och Pomos Piano. Våren 2014 gav hon ut faktaboken Popmusik rimmar på politik, som samma år nominerades till Augustpriset i kategorin Årets fackbok.
Våren 2015 uruppförde Norrköpings symfoniorkester barnorkesterverket 12 sånger om månaderna, som Gunnarson skrivit tillsammans med Klas Backman. Samma år släpptes skivan med samma namn, vilken nominerades till en Grammis i kategorin "Årets barnalbum".

### Övriga aktiviteter
Tillsammans med gitarristen och journalisten Christel Valsinger (före detta medlem av The Pusjkins) driver Anna Charlotta Gunnarson popbandet 500 mil. Gruppens ursprung var en Twitter-konversation, där de två stämde av varandras musiksmak och bland annat fann att båda gillade tidiga Kim Wilde och The Bangles. 2016 släppte duon EP:n "Grand Finale", som mottogs med lovord i pressen. Samma år uppträdde 500 mil på bland annat Storsjöyran och Göteborgs kulturkalas.   
Anna Charlotta Gunnarson var åren 2016–2018 juryordförande för Swedish Music Hall of Fame. Hon sitter även i styrelsen för Svenskt rockarkiv.

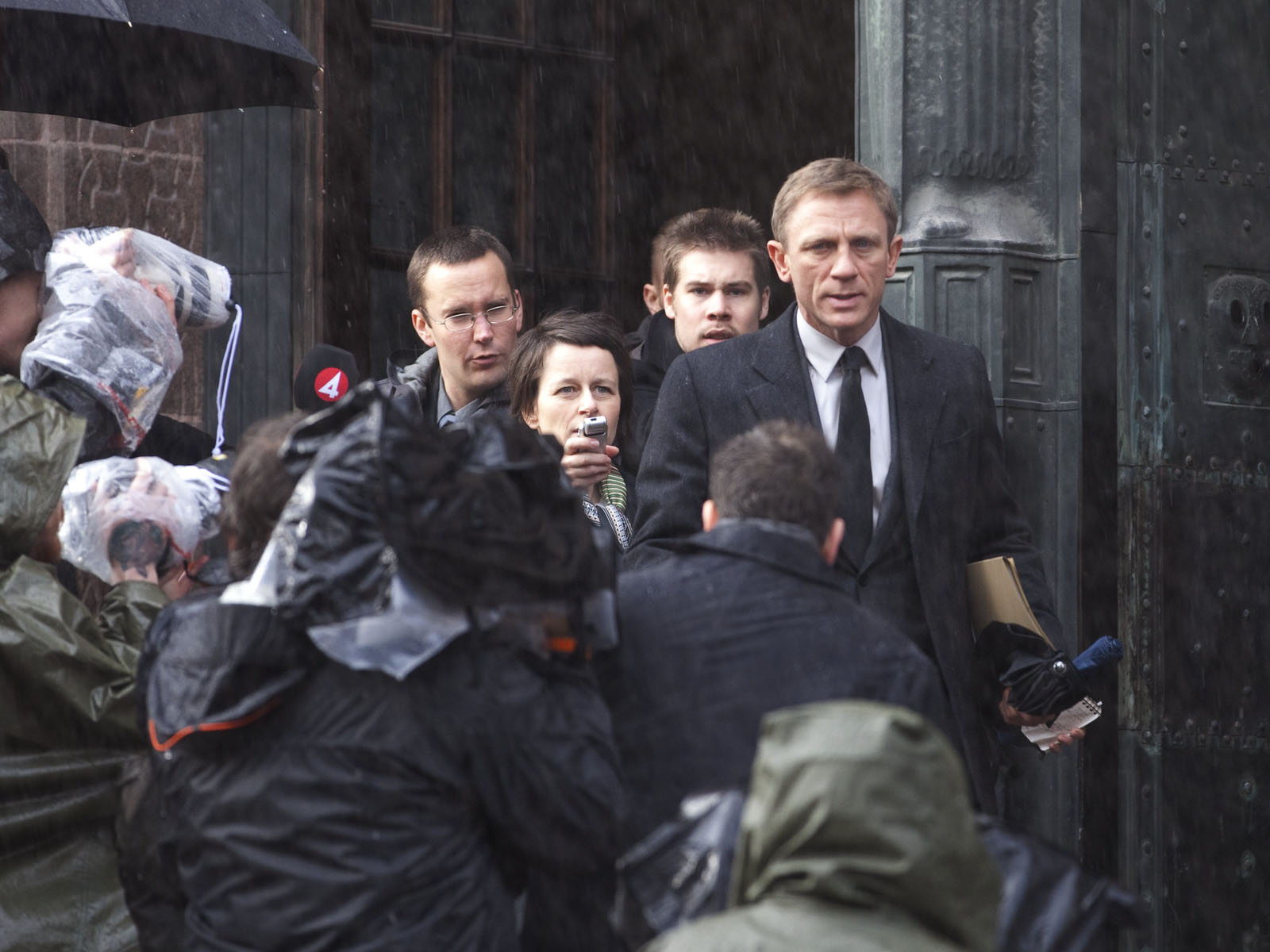
Anna Charlotta Gunnarson (i rollen som reporter) och Daniel Craig på Rådhustrappan, under inspelningen av 2011 års The Girl with the Dragon Tattoo.

2011 spelade Gunnarson rollen som reporter i The Girl with the Dragon Tattoo, en svensk-amerikansk samproduktion efter Stieg Larssons Män som hatar kvinnor. 2018 spelade hon vigselförrättaren Eva i säsong 2 av tv-serien Bonusfamiljen. Samma vinter turnerade hon med Riksteatern och föreställningen Allt du måste veta om pop, skriven och framförd av Gunnarson, Agneta Karlsson och David Silva.

## Intressen och privatliv
Gunnarson är känd som feminist och genusdebattör. Hon är sambo med musikern Andreas Mattsson, frontfigur i indiepopbandet Popsicle, och tillsammans har de två barn. Hon är yngre syster till Staffan Gunnarson. 

## Produktioner

### TV och radio (urval)
- P3:  Signal, P3-humor, Bästa köpet, Pippirull
- P4:  "Fejk", Pop och politik, Ring så spelar vi
- ZTV: O.S.A., Diskus, 800 grader
- SVT: Sverige!, Gomorron Sverige, Vi i femman, Melodifestivalen
- TV4: Kosmos och Kattis, Betsys salong, Parlamentet
- UR:  Jorden är platt, Jorden / Orden med Anna Charlotta, Hela apparaten, Pop och politik
- Kunskapskanalen: Tema: Genusmaskineriet, Tema: Hela apparaten, Tema: Pop och politik

## Utmärkelser och nomineringar
- Stora radiopriset 2001 – "Bästa underhållningsprogram", för Pippirull[2]
- Vetenskapliga mediepriset 2004 – Kungliga Ingenjörsvetenskapsakademiens pris, för Jorden är platt[9]
- Spårhunden 2007 – nominerad till priset för "Bästa barn- och ungdomsdeckare", med Mysteriet Grünenvelder
- Kristallen 2009 – nominerad i kategorin "Årets bästa kvinnliga programledare"[10]
- Stora radiopriset 2011 – Årets musik, för Pop och politik.[11] Programmet nominerades även i kategorin "Årets public service"
- Ikarospriset 2012 – nominering av Pop och politik i kategorin "Årets ögonöppnare"
- Stora radiopriset 2012 – nominering av Pop och politik i kategorin "Årets musik"
- Prix Europa 2012 – nominering av Pop och politik i kategorin "Radio Market Place of Innovation"
- Ikarospriset 2013 – "Årets musik", för Pop och politik[12]
- Stora radiopriset 2013 – nominering av Pop och politik i kategorierna "Årets program", "Årets folkbildare" och "Årets musik"
- Stora radiopriset 2014 – nominering av Pop och politik i kategorin "Årets musik"
- Augustpriset 2014 – nominerad i kategorin "Årets fackbok" med Popmusik rimmar på politik[5]